# Franz Peitler
Franz Peitler (21. listopadu 1808 Gmünd in Kärnten – 18. ledna 1877 Innsbruck) byl rakouský právník a politik německé národnosti, během revolučního roku 1848 poslanec Říšského sněmu a Frankfurtského parlamentu.

## Biografie
V období let 1825–1830 studoval práva na Padovské univerzitě, Vídeňské univerzitě, Karlo-Ferdinandově univerzitě v Praze a univerzitě v Pavii. V letech 1831–1837 působil jako konceptní praktikant na různých soudech, nejprve v Tamswegu, v letech 1832–1834 v Salcburku, od roku 1834 v Innviertelu. V letech 1837–1839 měl funkci provizorního a v období let 1839–1842 řádného soudního adjunkta ve Vichtensteinu. V letech 1842–1843 byl soudním aktuárem II. třídy v Großarl a pak od roku 1843 do roku 1847 I. třídy v Goldegg im Pongau. V období let 1847–1850 působil coby soudní adjunkt v Taxenbachu. V roce 1850 nastoupil na post asesora zemského soudu. V letech 1854–1857 byl soudním adjunktem ve Vídeňském Novém Městě. Jeho kariéra pak vyvrcholila v letech 1857–1860, kdy byl radou krajského soudu v Korneuburgu, a v letech 1860–1867, kdy zastával úřad zemského soudního rady ve Vídni. V roce 1867 odešel do penze.
Během revolučního roku 1848 se zapojil do politického dění. Ve volbách roku 1848 byl zvolen na rakouský ústavodárný Říšský sněm. Zastupoval volební obvod Zell am See v Salcbursku. Uvádí se jako soudní adjunkt. Patřil ke sněmovní levici.
Od 18. května 1848 do 29. června 1849 byl též poslancem celoněmeckého Frankfurtského parlamentu. Zastupoval volební obvod 17 (Zell am See). Nepatřil do žádného poslaneckého klubu, ale hlasoval s levým středem.
Do politiky vstoupil opět po obnovení ústavního života počátkem 60. let. od roku 1861 až do roku 1876 byl poslancem Salcburského zemského sněmu, kde zasedal i v zemském výboru. Řadil se k liberálním členům sněmu (tzv. Ústavní strana).